# Oar megearia
Oar megearia là một loài bướm đêm trong họ Geometridae.